# بايكونور

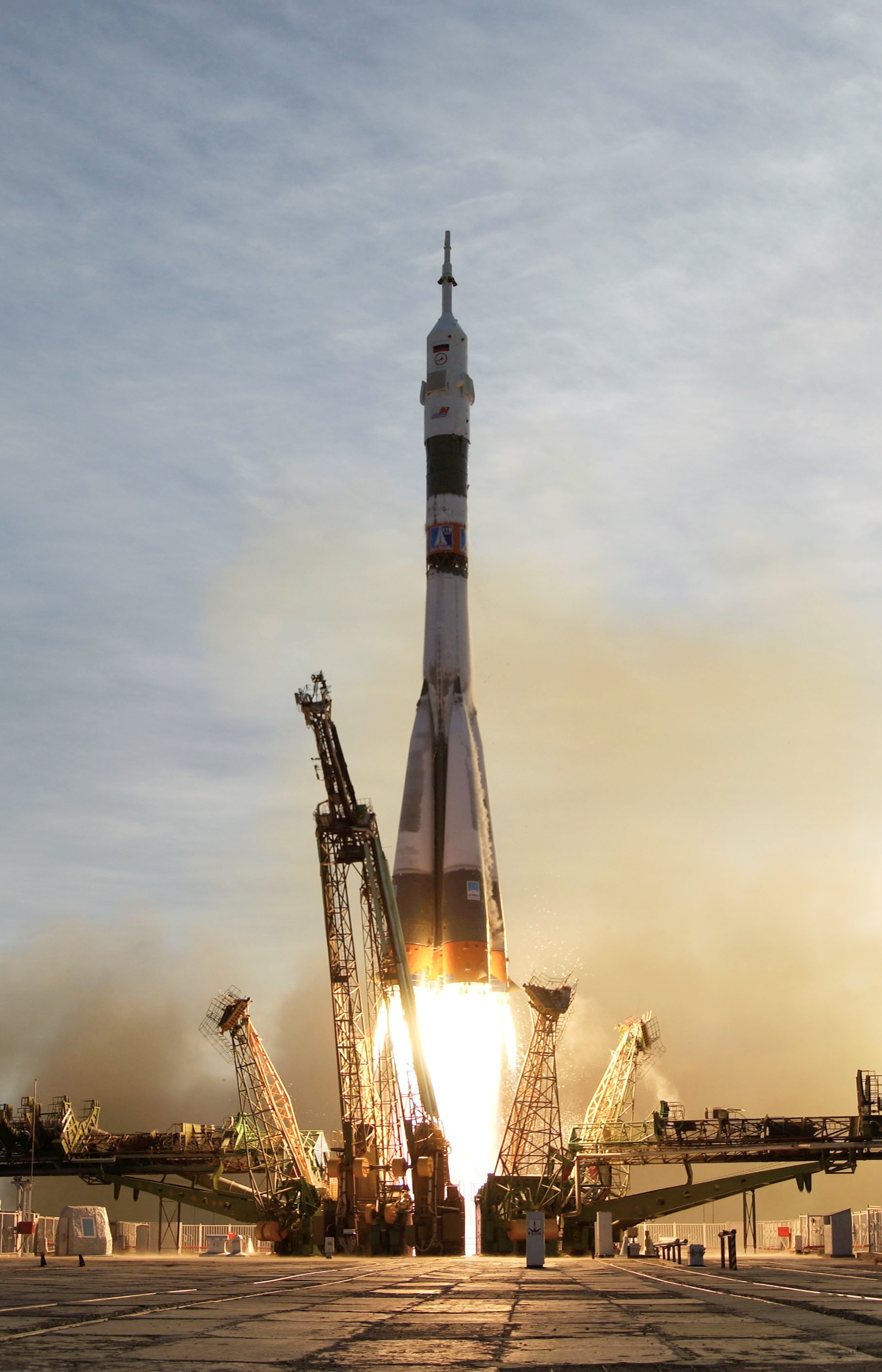
إطلاق الصارروخ سيوز من مركز بايكونور الفضائي

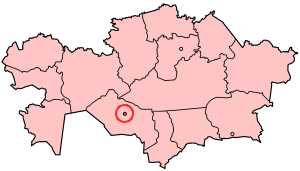
موقع بايكونور في كازاخستان

بايكونور  (الكازاخية: Байқоңыр ; روسية: Байконур), سابقاً لنينسك, هي مدينة في كازاخستان تدار من قبل روسيا. وتقع بجانب مركز بايكونور الفضائي.
يعني الاسم بايكونور بالكازاخية «غني (baï) أسمر (qongyr)», أي «الأرض الخصبة الغنية».
المدينة الحقيقية المسماة بايكونور هي مدينة منجمية تقع على بعد مئات الكيلومترات شمال المدينة الجديدة. وسميت المدينة الجديدة بنفس الاسم لخلق تعتيم وتمويه لإبقاء المكان الحقيقي للمركز سراً.

## المناخ
يظهر الجدول التالي التغييرات المناخية على مدار السنة لبايكونور:
| البيانات المناخية لـبايكونور      | البيانات المناخية لـبايكونور | البيانات المناخية لـبايكونور | البيانات المناخية لـبايكونور | البيانات المناخية لـبايكونور | البيانات المناخية لـبايكونور | البيانات المناخية لـبايكونور | البيانات المناخية لـبايكونور | البيانات المناخية لـبايكونور | البيانات المناخية لـبايكونور | البيانات المناخية لـبايكونور | البيانات المناخية لـبايكونور | البيانات المناخية لـبايكونور | البيانات المناخية لـبايكونور |
| الشهر                             | يناير                        | فبراير                       | مارس                         | أبريل                        | مايو                         | يونيو                        | يوليو                        | أغسطس                        | سبتمبر                       | أكتوبر                       | نوفمبر                       | ديسمبر                       | المعدل السنوي                |
| --------------------------------- | ---------------------------- | ---------------------------- | ---------------------------- | ---------------------------- | ---------------------------- | ---------------------------- | ---------------------------- | ---------------------------- | ---------------------------- | ---------------------------- | ---------------------------- | ---------------------------- | ---------------------------- |
| متوسط درجة الحرارة الكبرى °م (°ف) | −5.6 (21.9)                  | −4.2 (24.4)                  | 4.2 (39.6)                   | 17.5 (63.5)                  | 26.3 (79.3)                  | 31.9 (89.4)                  | 34.1 (93.4)                  | 31.5 (88.7)                  | 24.9 (76.8)                  | 14 (57)                      | 4.5 (40.1)                   | −2.2 (28.0)                  | 14.7 (58.5)                  |
| المتوسط اليومي °م (°ف)            | −9.6 (14.7)                  | −8.7 (16.3)                  | −0.6 (30.9)                  | 11.4 (52.5)                  | 19.4 (66.9)                  | 24.8 (76.6)                  | 27.2 (81.0)                  | 24.4 (75.9)                  | 17.9 (64.2)                  | 8.2 (46.8)                   | 0.3 (32.5)                   | −5.8 (21.6)                  | 9.1 (48.3)                   |
| متوسط درجة الحرارة الصغرى °م (°ف) | −13.6 (7.5)                  | −13.2 (8.2)                  | −5.3 (22.5)                  | 5.3 (41.5)                   | 12.6 (54.7)                  | 17.8 (64.0)                  | 20.3 (68.5)                  | 17.4 (63.3)                  | 10.9 (51.6)                  | 2.5 (36.5)                   | −3.9 (25.0)                  | −9.3 (15.3)                  | 3.5 (38.2)                   |
| الهطول مم (إنش)                   | 12 (0.5)                     | 9 (0.4)                      | 15 (0.6)                     | 17 (0.7)                     | 12 (0.5)                     | 6 (0.2)                      | 5 (0.2)                      | 5 (0.2)                      | 6 (0.2)                      | 14 (0.6)                     | 14 (0.6)                     | 16 (0.6)                     | 131 (5.3)                    |
| المصدر: Climate-data.org          |                              |                              |                              |                              |                              |                              |                              |                              |                              |                              |                              |                              |                              |

## معرض صور

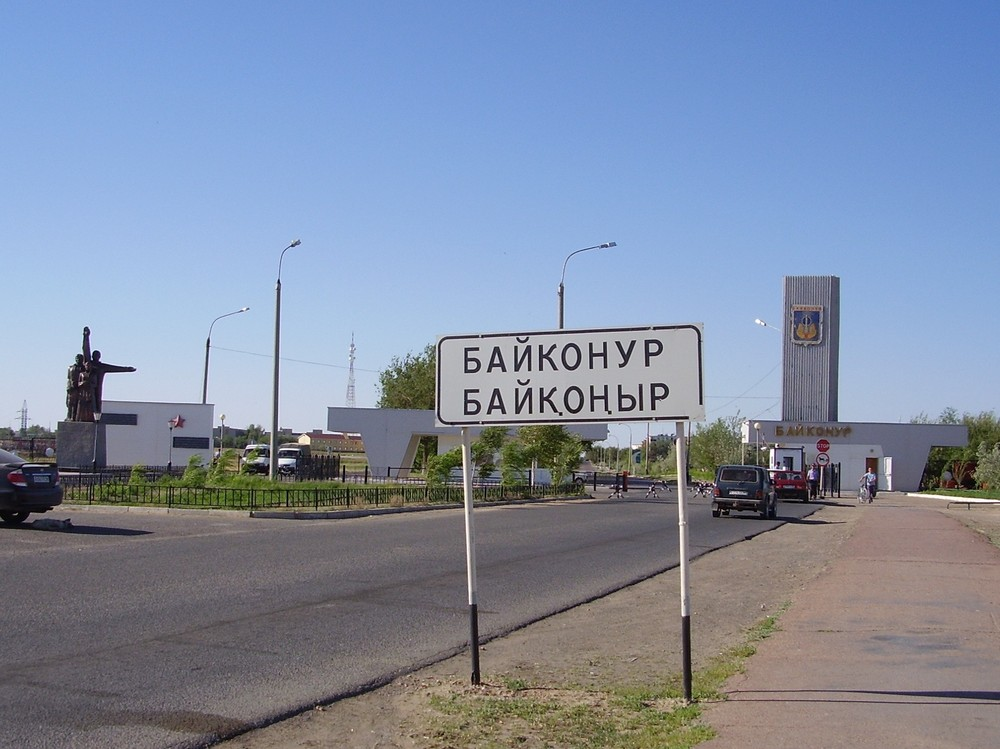
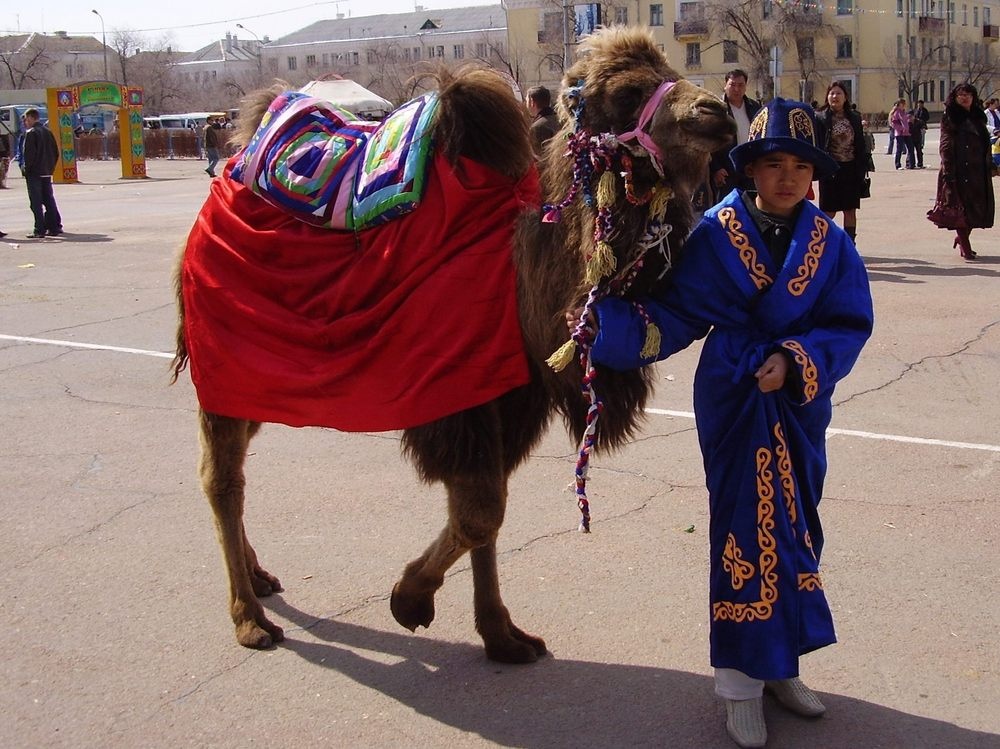
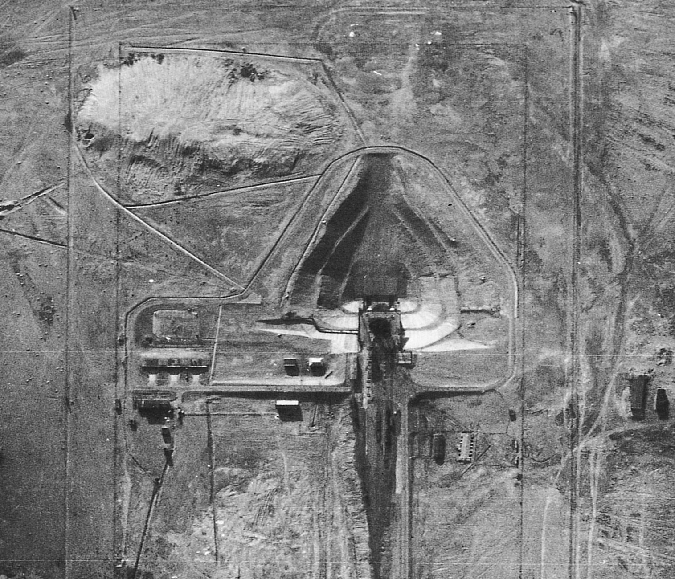